# Valdeverdeja
Valdeverdeja es un municipio y localidad española de la provincia de Toledo, en la comunidad autónoma de Castilla-La Mancha. El término municipal, ubicado en la comarca de la Campana de Oropesa, tiene una población de 565 habitantes (INE 2024). 

## Geografía
Está situado en el extremo occidental de la provincia de Toledo y a la vez en el límite de la comunidad autónoma, colindante con la provincia de Cáceres perteneciente, ya, a Extremadura. Semirrodeada por el río Tajo, que es el accidente geográfico que hace de frontera entre las dos comunidades y que queda a 3 km del núcleo urbano, se sitúa próxima a la Jara ocupando el valle. 
Asentado en el valle del Tajo sobre un terreno granítico que forma las llamados canchales.  El Tajo discurre encajonado con orillas escarpadas. En sus márgenes hay, ya en desuso, varios molinos de agua.
La vegetación, compuesta de dehesas pobladas de encinas y de olivos y de monte bajo con retama y tomillo es típicamente mediterránea.
Cercana a la autovía de Extremadura, la A-5 queda unida a esta por la carretera TO-7121 que llega hasta Oropesa, cabecera de la comarca y por las CM-4159 a la localidad de El Puente del Arzobispo donde se une a la CM-4100. Por la TO-7137 se une a Berrocalejo.

## Medio ambiente
El pasado, el clima y la vegetación determinan en gran medida la misma: conejos, ratas, ratones, perdices, jabalíes (sobre todo en los últimos años), zorros, gatos monteses, búhos, búhos reales, buitres, golondrinas, cigüeñas, cigüeñas negras, diversas clases de águilas, cuervos y diferentes especies de pájaros (jilgueros...) y peces (barbos, carpas, lucios, anguilas ya prácticamente desaparecidas, blass-blass...), etc. Algunas especies se encuentran ya raramente; otras, sin embargo, al borde de la extinción, se están recuperando, como los buitres y ciertas águilas.
La flora es la típica de la región mediterránea. Especies silvestres como; la encina, la retama, el tomillo, el cantueso, chopos, acebuches. La encina es el árbol más abundante y característico de nuestras dehesas, son muchos los ejemplares centenarios y encontraremos en nuestros recorridos una gran mayoría de ellas de porte elevado y bien formadas, de aspecto robusto, ha servido y sirve para que tanto el ganado como sus pastores se refugien del sol veraniego y de las lluvias otoñales. Gracias a este árbol, símbolo de nuestra identidad ancestral heredada de nuestros antepasados, los pueblos de nuestra comarca pudieron construir con su madera arados con los que labrar la tierra, fabricar sus herramientas, construir sus viviendas, pasar los crudos inviernos, alimentar a su ganado con la bellota fruto de la encina y curiosamente con este fruto se ha llegado a fabricar pan con su harina, así como el turrón de pobres, que se trata de un higo pasique que se le introducía una bellota. Debido a la actividad agraria de la región, es común encontrar campos de olivos e higueras que han pasado a formar parte del paisaje natural.

## Historia
Hacia mediados del siglo XIX, el lugar tenía contabilizada una población de 2048 habitantes. La localidad aparece descrita en el decimoquinto volumen del Diccionario geográfico-estadístico-histórico de España y sus posesiones de Ultramar de Pascual Madoz de la siguiente manera:

VALDEVERDEJA: v. con ayunt. en la prov. de Toledo (19 leg.), part. jud. de Puente del Arzobispo (1), dióc. de Avila (23), aud. terr. de Madrid (27), c, g. de Castilla la Nueva. sit. en un valle rodeado de pequeños cerros; es de clima templado; reinan los vientos E. y O, , y se padecen intermitentes y pleuresias. Tiene 700 casas; la de ayunt.; cárcel; 2 escuelas dotadas con 1,100 rs. de los fondos públicos, á las que asisten 250 niños de ambos sexos; igl. parr. (San Blas) con curato de térm. y provision ordinaria, á la que es anejo el l. de Puebla de Naciados (Cáceres), y en los afueras, sobre un cerro, la ermita de Ntra. Sra. de los Desamparados. Se surte de aguas potables en varios pozos dentro del pueblo, y otros en las inmediaciones con pilones para el ganado. Confina el térm. por N. con el de el Torrico; E. Puente del Arzobispo; S. Villar del Pedroso (Cáceres), y O. Berrocalejo (id.), estendiéndose de 1/4 á 1/2 leg., y comprende una deh. boyal, los montes de Valdelaosa, Bañuelo, Corderilla y Bercemuño, todos poblados de encina y labor: este último perteneció á los monges de Guadalupe; tiene 1,650 fan. pobladas de encina, escepto la ribera agria del Tajo; una casa con oratorio; un pilon abundante de agua; un molino estropeado, y una aceña en el r. que solo conserva la bóveda, y ha sido enagenado. Le baña el espresado rio de E. á O. El terreno es quebrado en su mayor parte, y de inferior calidad. Los caminos, vecinales. El correo se recibe en Puente del Arzobispo por balijero tres veces á la semana. prod.: trigo, cebada, centeno, garbanzos, legumbres, aceite y vino; se mantiene ganado lanar, de cerda y mular de labor, y se cria abundante caza menuda. ind. y comercio: 4 paradas de molinos harineros, un batan y tráfico de panaderia. pobl.: 546 vec., 2,048 alm. cap. prod.: 4.094,836 rs. imp.: 129,870. contr.: segun el cálculo oficial de la prov., 74'48 por 100. presupuesto municipal: 12,694, del que se pagan 4,400 al secretario, y se cubre con los ingresos de propios.
(Madoz, 1849, p. 297)

## Demografía
El municipio tenía 647 habitantes según el censo de 2015 (INE). La superficie municipal es de 67 km² y una densidad poblacional de 10,04 hab./km².
| Gráfica de evolución demográfica de Valdeverdeja entre 1900 y 2022                      |
|                                                                                         |
| Fuente: Instituto Nacional de Estadística de España - Elaboración gráfica por Wikipedia |

## Economía
La economía del municipio está basada en el sector primario, en la agricultura y ganadería desde su fundación. La actividad industrial es casi inexistente y el sector servicios se desarrolla con el incipiente turismo rural.
- Sector primario, la base histórica de la economía municipal. Agricultura con campos de olivos y cereales que se abre al regadío aprovechando las aguas del Tajo. Hay ganadería que acompaña a la actividad agrícola.
- Sector secundario, prácticamente inexistente ha estado basado en la mecanización de algunas actividades relacionadas con la agricultura, como la molienda, en la que se ha utilizado la fuerza hidráulica. A mediados del siglo XX se convirtió un viejo molino en una central generadora de electricidad, la que llaman la fabrica de la luz. No se ha desarrollado esta actividad a lo largo de la historia.
- Sector de servicios, el comercio y los servicios están orientados a cubrir las necesidades de los vecinos y aun así éstas tienen que ser cubiertas, en buena medida en Oropesa o en Talavera. La actividad turística, incentivada a raíz del boom del turismo rural, se está desarrollando progresivamente, gracias a lo cual hay establecimientos hosteleros.

## Símbolos
El escudo de armas de la villa de Valdeverdeja está partido en tres cuarteles, el primero de ellos en un torreón de oro sobre un campo verde, el segundo sobre campo blanco unas cadenas de oro cruzadas por una franja negra y en el tercero, en un campo de gules un castillo blanco.

## Patrimonio

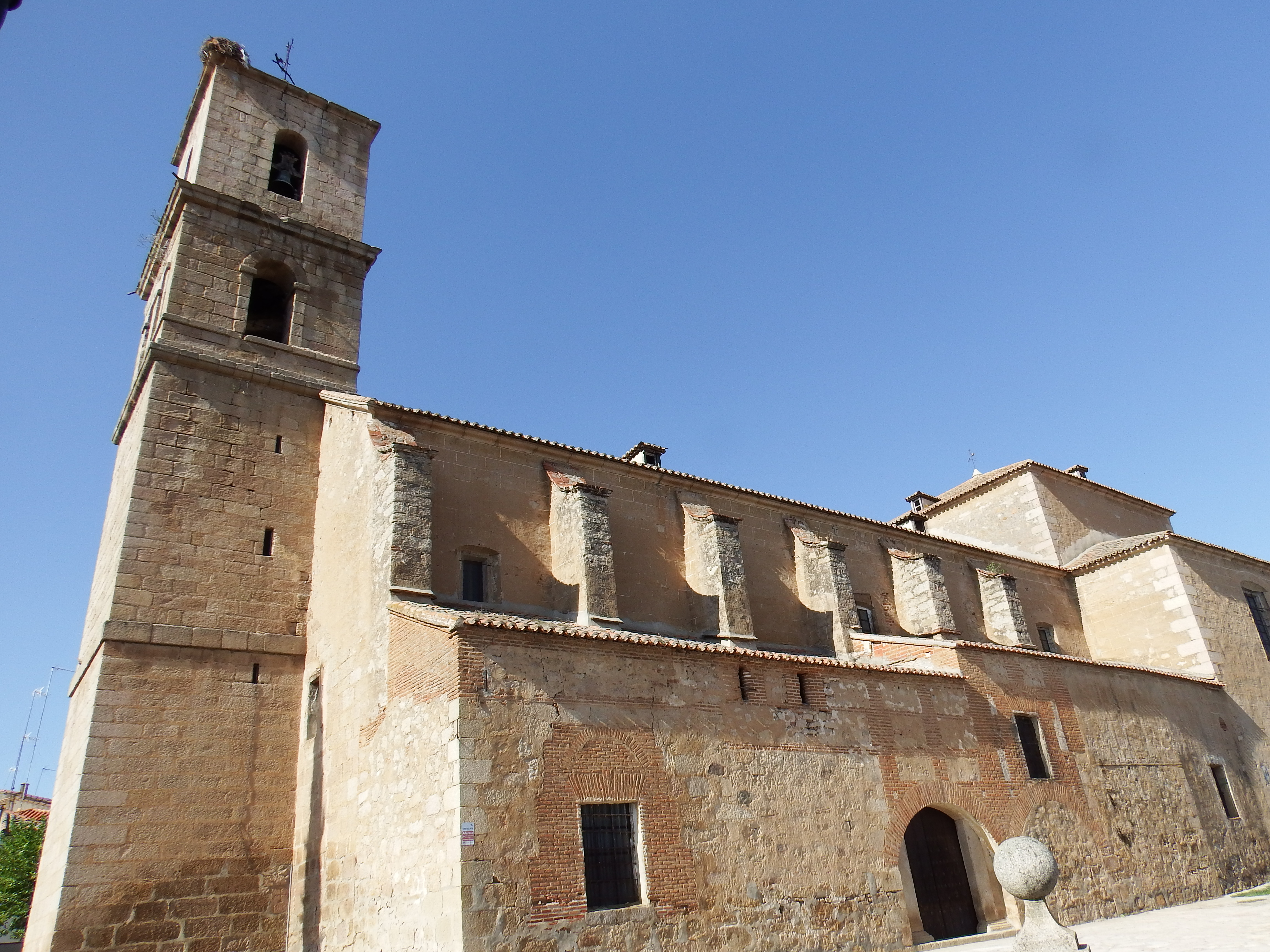
Iglesia de San Blás

- Iglesia de San Blas,[1] del siglo XVI y ampliada en el siglo XVIII. Con planta en forma de cruz, destaca por la altura de sus bóvedas y cúpula.
- Casa consistorial, gran edificio de granito con soportales apoyados en columnas toscanas.
- Ermita de Nuestra Señora de los Desamparados, del siglo XVIII, sobre otra anterior del siglo XII. Tiene un calvario relevante.
- Pozos Nuevos, paraje en donde se ubican varias docenas de pozos con sus correspondientes lavaderos hechos de piedra en una sola pieza. Está declarado Bien de Interés Cultural, con categoría de Sitio Histórico.
- Casa Curato, es la casa rectoral de Valdeverdeja. Tiene una bonita fachada que da a la plaza Mayor en la que hay una relevante rejería de hierro. El acceso principal es por la calle San Blas en donde se abre un portalón en medio punto que da acceso al patio.
- Casa del arco, construida 1876. Declarada patrimonio arquitectónico y bien de interés cultural de esta villa el 17 de junio de 1992. Un arco de medio punto con acceso a dos calles, deja paso de una a otra, bajo bóveda de cañón, varios arcos de descarga de ladrillo, superpuestos con el resto de mampostería.

## Fiestas
- San Blas, patrón de la localidad, tiene su fiesta el 3 de febrero. En este día en la Iglesia se venden cordones, que colocados alrededor del cuello como si fuesen collares se dice que curan la garganta.
- El Domingo de Carnaval (declarado de interés turístico regional) tiene un sentido muy distinto del habitual. Este día, las personas no se disfrazan, se visten con el traje típico al modo de los lagarteranos: ricamente bordados los de ellas (animeras) en cualquiera de las dos variantes (novia o labradora) y de negro con pañuelos rojos y alabarda ellos (animeros). En la plaza tiene lugar una especie de desfile militar (soldadesca) al ritmo del tambor. También se bailan jotas y un abanderado hace gala de sus habilidades con la bandera.
- La Función de Mayo (el primer domingo de mayo). Se festeja en honor de la Virgen de los Desamparados, patrona de Valdeverdeja. Ese día se realiza una romería, que sale desde la iglesia, para llevar a la Virgen de los Desamparados hasta la Ermita. Una vez allí se realiza una subasta para subir a la Virgen a su trono. La gente después come en la glorieta al lado de la ermita y se realizan juegos para pasar el día. La música se encarga de animar esta fiesta.
- A mediados de agosto tienen lugar las fiestas de la Confraternidad, en honor a los emigrantes. Durante estas fechas, la población se multiplica varias veces. Duran una semana.